# Anderny
Anderny és un municipi francès situat al departament de Meurthe i Mosel·la i a la regió del Gran Est. L'any 2017 tenia 254 habitants.

## Demografia
El 2007 hi havia 111 famílies i 126 habitatges

## Economia
El 2007 hi havia d'una empresa de comerç i reparació d'automòbils, una botiga de material esportiu. i cinc explotacions agrícoles.
Té una escola elemental integrada dins d'un grup escolar amb els municipis propers amb els quals forma una escola dispersa.

## Fills il·lustres
- Vinko Globokar (1934) compositor i trombonista d'ascendència eslava.